# Estadi Municipal San Juan Bosco
L'Estadi Municipal San Juan Bosco, o simplement conegut com a San Juan Bosco, és un estadi esportiu situat al municipi d'Utrera, Sevilla, a l'Avinguda Paseo de Consolación. Va ser inaugurat l'any 1948 i hi disputa els seus partits com a local el Club Deportivo Utrera, principal equip de la ciutat, a més de les seves categories inferiors i altres clubs de la ciutat com el CD Cantera de Utrera o la Peña el Búcaro. Aquest estadi pot albergar un màxim de 3.000 espectadors.